# Südstadt (Wuppertaler Quartier)
Das Wuppertaler Wohnquartier Südstadt ist eines von sechs Quartieren des Stadtbezirks Elberfeld.

## Geographie
Das 0,59 km² große Wohnquartier wird im Norden durch die Bahnstrecke Düsseldorf–Elberfeld und deren östliche Fortführung, die Bahnstrecke Elberfeld–Dortmund, im Osten durch die Straße Klophaus, im Süden durch die Straßen Ronsdorfer Straße, Blankstraße und Südstraße und im Westen durch die Südstraße begrenzt. Im Uhrzeigersinn umgeben die Wohnquartiere Elberfeld-Mitte, Hesselnberg, Grifflenberg, Friedrichsberg und Arrenberg das Wohnquartier Südstadt. Das Wohnquartier liegt hauptsächlich auf der Erhebung Döppersberg.
Das Wohnquartier ist bis auf den östlichen Zipfel fast flächendeckend mit Wohnbebauung bebaut und zählt zum Elberfelder Innenstadtbereich. Die Bahnsteige des Wuppertaler Hauptbahnhofs liegen an dem nördlichen Rand im Wohnquartier. Zu den herausragenden Bauten zählen die Christuskirche und die Kirche St. Suitbertus. Das Wohnquartier besitzt eine Grundschule.
Bei den Luftangriffen auf Wuppertal wurde die historische Bausubstanz der Südstadt fast vollständig zerstört. Heute überwiegen Nachkriegsneubauten.